# فدراسیون فوتبال تاهیتی
فدراسیون فوتبال تاهیتی (فرانسوی: Fédération Tahitienne de Football‎) نهاد اداره‌کننده مسابقات فوتبال و فوتسال در جزیره تاهیتی است که خود تحت حاکمیت کشور پلی‌نزی فرانسه است.
این فدراسیون که در سال ۱۹۸۹ تأسیس شده عضو کنفدراسیون فوتبال اقیانوسیه و فیفا نیز می‌باشد و مقر آن در شهر پیرائه است.